# POLR2G
POLR2G (англ. RNA polymerase II subunit G) – білок, який кодується однойменним геном, розташованим у людей на короткому плечі 11-ї хромосоми. Довжина поліпептидного ланцюга білка становить 172 амінокислот, а молекулярна маса — 19 294.
| 10         |  | 20         |  | 30         |  | 40         |  | 50         |
| ---------- |  | ---------- |  | ---------- |  | ---------- |  | ---------- |
| MFYHISLEHE |  | ILLHPRYFGP |  | NLLNTVKQKL |  | FTEVEGTCTG |  | KYGFVIAVTT |
| IDNIGAGVIQ |  | PGRGFVLYPV |  | KYKAIVFRPF |  | KGEVVDAVVT |  | QVNKVGLFTE |
| IGPMSCFISR |  | HSIPSEMEFD |  | PNSNPPCYKT |  | MDEDIVIQQD |  | DEIRLKIVGT |
| RVDKNDIFAI |  | GSLMDDYLGL |  | VS         |  |            |  |            |

A: Аланін

C: Цистеїн

D: Аспарагінова кислота

E: Глутамінова кислота

F: Фенілаланін

G: Гліцин

H: Гістидин

I: Ізолейцин

K: Лізин

L: Лейцин

M: Метіонін

N: Аспарагін

P: Пролін

Q: Глутамін

R: Аргінін

S: Серин

T: Треонін

V: Валін

Задіяний у такому біологічному процесі, як транскрипція. 
Білок має сайт для зв'язування з РНК. 
Локалізований у ядрі.